# Australian Open 2003
L'Australian Open 2003 è stata la 91ª edizione dell'Australian Open e prima prova stagionale dello Slam per il 2003. Si è disputato dal 13 al 26 gennaio 2003 sui campi in cemento del Melbourne Park di Melbourne in Australia.

## Senior

### Singolare maschile
Andre Agassi ha battuto in finale  Rainer Schüttler con il punteggio di 6–2, 6–2, 6–1

### Singolare femminile
Serena Williams ha battuto in finale  Venus Williams con il punteggio di 7–6(4), 3–6, 6–4

### Doppio maschile
Michaël Llodra /  Fabrice Santoro hanno battuto in finale  Mark Knowles /  Daniel Nestor con il punteggio di 6–4, 3–6, 6–3

### Doppio femminile
Serena Williams /  Venus Williams hanno battuto in finale  Virginia Ruano /  Paola Suárez con il punteggio di 4–6, 6–4, 6–3

### Doppio misto
Martina Navrátilová /  Leander Paes hanno battuto in finale  Eléni Daniilídou /  Todd Woodbridge con il punteggio di 6–4, 7–5

## Junior

### Singolare ragazzi
Marcos Baghdatis ha battuto in finale  Florin Mergea con il punteggio di 6–4, 6–4

### Singolare ragazze
Barbora Záhlavová-Strýcová ha battuto in finale  Viktorija Kutuzova con il punteggio di 0–6, 6–2, 6–2

### Doppio ragazzi
Scott Oudsema /  Phillip Simmonds hanno battuto in finale  Florin Mergea /  Horia Tecău con il punteggio di 6–4, 6–4

### Doppio ragazze
Casey Dellacqua /  Adriana Szili hanno battuto in finale  Petra Cetkovská /  Barbora Strýcová con il punteggio di 6–3, 4–4, ritiro